# Покрајине Јужноафричке Републике
Јужноафричка Република је подељена на девет покрајина. Уочи општих избора 1994. године, бивше територије Јужне Африке, познате и као Бантустани, поново су интегрисане и четири постојеће покрајине подељене су на њих девет. Дванаести, тринаести и шеснаести амандман Устава променили су административне границе седам покрајина.

## Списак
| Покрајина               | Име покрајине на најучесталијем домаћем језику | Главни град                      | Највећи град  | Површина      | Становништво (2011) | Густина насељености (2011) | Индекс хуманог развоја (2003) |
| ----------------------- | ---------------------------------------------- | -------------------------------- | ------------- | ------------- | ------------------- | -------------------------- | ----------------------------- |
| Источни Кејп            | iMpuma-Koloni (Коса)                           | Бишо                             | Порт Елизабет | 168.996 km²   | 6.562.053           | 38,8/km²                   | 0,62                          |
| Фри Стејт               | Freistata (Сото)                               | Блумфонтејн                      | Блумфонтејн   | 129.825 km²   | 2.745.590           | 21,1/km²                   | 0,67                          |
| Гаутенг                 | eGoli (Зулу)                                   | Јоханезбург                      | Јоханезбург   | 18.178 km²    | 12.272.263          | 675,1/km²                  | 0,74                          |
| Квазулу-Натал           | iKwaZulu-Natali (Зулу)                         | Питермарицбург                   | Дурбан        | 94.361 km²    | 10.267.300          | 108,8/km²                  | 0,63                          |
| Лимпопо                 | Limpopo (Северни сото)                         | Полокване                        | Полокване     | 125.754 km²   | 5.404.868           | 43,0/km²                   | 0,59                          |
| Мпумаланга              | iMpumalanga (Свати)                            | Мбомбела                         | Мбомбела      | 76.495 km²    | 4.039.939           | 52,8/km²                   | 0,65                          |
| Северозападна покрајина | Bokone Bophirima (Сетсвана)                    | Мафикенг                         | Клерксдорп    | 104.882 km²   | 3.509.953           | 33,5/km²                   | 0,61                          |
| Северни Кејп            | Noord-Kaap (Африканс)                          | Кимберли                         | Кимберли      | 372.889 km²   | 1.145.861           | 3,1/km²                    | 0,69                          |
| Западни Кејп            | Wes-Kaap (Африканс)                            | Кејптаун                         | Кејптаун      | 129.462 km²   | 5.822.734           | 45,0/km²                   | 0,77                          |
| Јужноафричка Република  | iRiphabhuliki yaseNingizimu Afrika (Зулу)      | Преторија, Кејптаун, Блумфонтејн | Јоханезбург   | 1.220.813 km² | 51.770.560          | 42,4/km²                   | 0,67                          |